# World Association of Theoretical and Computational Chemists
La World Association of Theoretical and Computational Chemists (WATOC, en français : Association mondiale des chimistes théoriciens et numériciens) est une association académique fondé en 1982 « afin d'encourager le développement et l'application de méthodes théoriques » en chimie et particulièrement en chimie quantique et chimie numérique. Elle fut d'abord nommée World Association of Theoretical Organic Chemists (Association mondiale des chimistes théoriques organiciens) puis World Association of Theoretically Oriented Chemists (Association mondiale des chimistes s'orientant vers la théorie) avant de prendre sa désignation actuelle.
La WATOC organise un congrès mondial triannuel (le congrès de 2008 s'est tenu à Sydney en Australie) et de nombreuses conférences plus petites sur des sujets plus spécialisés.

## Prix
L'association délivre deux prix annuels : la Médaille Schrödinger (en), nommée en l'honneur d'Erwin Schrödinger, récompense « un chimiste théorique et computationnel exceptionnel » et la médaille Dirac pour « le chimiste numéricien le plus extraordinaire au monde en dessous de 40 ans ».

### Lauréats de la médaille Schrödinger
- 1990 : Henry Fritz Schaefer III
- 1991 : Keiji Morokuma (en)
- 1992 : Josef Michl (en)
- 1993 : Jan Almlöf (de)
- 1994 : Leo Radom (en)
- 1995 : Werner Kutzelnigg
- 1996 : Norman Allinger
- 1997 : Nicholas C. Handy (en)
- 1998 : Kendall Houk (en)
- 1999 : Björn O. Roos (de)
- 2000 : Axel Becke
- 2001 : Ernest R. Davidson (en)
- 2002 : Walter Thiel (en)
- 2003 : Peter Pulay (en)
- 2004 : Tom Ziegler (de)
- 2005 : Michele Parrinello
- 2006 : Donald Truhlar (en)
- 2007 : Sason Shaik (de)
- 2008 : Rodney J. Bartlett (de)
- 2009 : Gernot Frenking (en)
- 2010 : Evert Jan Baerends (en)
- 2011 : Peter Gill (en)
- 2012 : Pekka Pyykkö
- 2013 : Stefan Grimme (en)
- 2014 : Mark S. Gordon (de)
- 2015 : Helmut Schwarz
- 2016 : Hiroshi Nakatsuji (de)
- 2017 : Pavel Hobza (de)[2]
- 2018 : Klaus Ruedenberg (de)
- 2019 : Joachim Sauer
- 2020 : Martin Head-Gordon (en)
- 2021 : Yitzhak Apeloig (en)[3]
- 2022 : Frank Neese (en)[4]
- 2023 : Jan Martin

### Lauréats de la médaille Dirac
- 1998: Timothy J. Lee
- 1999: Peter M. W. Gill
- 2000: Jiali Gao
- 2001: Martin Kaupp
- 2002: Jerzy Cioslowski
- 2003: Peter Schreiner
- 2004: Jan Martin
- 2005: Ursula Röthlisberger
- 2006: Lucas Visscher
- 2007: Anna Krylov
- 2008: Kenneth Ruud
- 2009: Jeremy Harvey
- 2010: Daniel Crawford
- 2011: Leticia González
- 2012: Paul Ayers
- 2013: Filipp Furche
- 2014: Denis Jacquemin
- 2015: Edward Valeev
- 2016: Johannes Neugebauer
- 2017: Francesco Evangelista
- 2018: Erin Johnson
- 2019: Satoshi Maeda
- 2020: Alexandre Tkatchenko
- 2021: Edit Matyus
- 2022: Katharina Boguslawski

## Présidents
Parmi les présidents de la WATOC (anciens ou actuel), on peut citer Leo Radom, Paul von Rague Schleyer, H.F. Schaefer et I.G. Csizmadia, et certains des membres de ses organes de direction font également partie de l'Académie internationale des sciences moléculaires quantiques.